# Belvis
Belvis, auf Okzitanisch und Katalanisch „Belvís“, ist eine französische Gemeinde mit 162 Einwohnern (Stand: 1. Januar 2022) im Département Aude in der Region Okzitanien. Sie gehört zum Arrondissement Limoux und zum Kanton La Haute-Vallée de l’Aude. Die Bewohner nennen sich Belvisois.
Nachbargemeinden sind Nébias im Norden, Coudons im Osten, Quirbajou und Marsa im Südosten, Joucou im Süden, Belfort-sur-Rebenty im Südwesten, Espezel im Westen und Puivert im Nordwesten.

## Bevölkerungsentwicklung
| Jahr      | 1962 | 1968 | 1975 | 1982 | 1990 | 1999 | 2006 | 2015 |
| --------- | ---- | ---- | ---- | ---- | ---- | ---- | ---- | ---- |
| Einwohner | 264  | 245  | 187  | 166  | 153  | 169  | 177  | 153  |